# Phoenicurus moussieri
El colirrojo diademado (Phoenicurus moussieri) es una especie de ave paseriforme de la familia Muscicapidae endémica del Magreb.

## Descripción
El macho tiene la cabeza negra con una ancha banda blanca por encima de los ojos, lo que le da el nombre vulgar. Las partes superiores son negras salvo una marca blanca en las alas y la cola de color rojizo que da nombre a los colirrojos. Las partes inferiores son anaranjadas. La hembra es algo menor y es pardo pálido por encima y anaranjado pálido por debajo. 

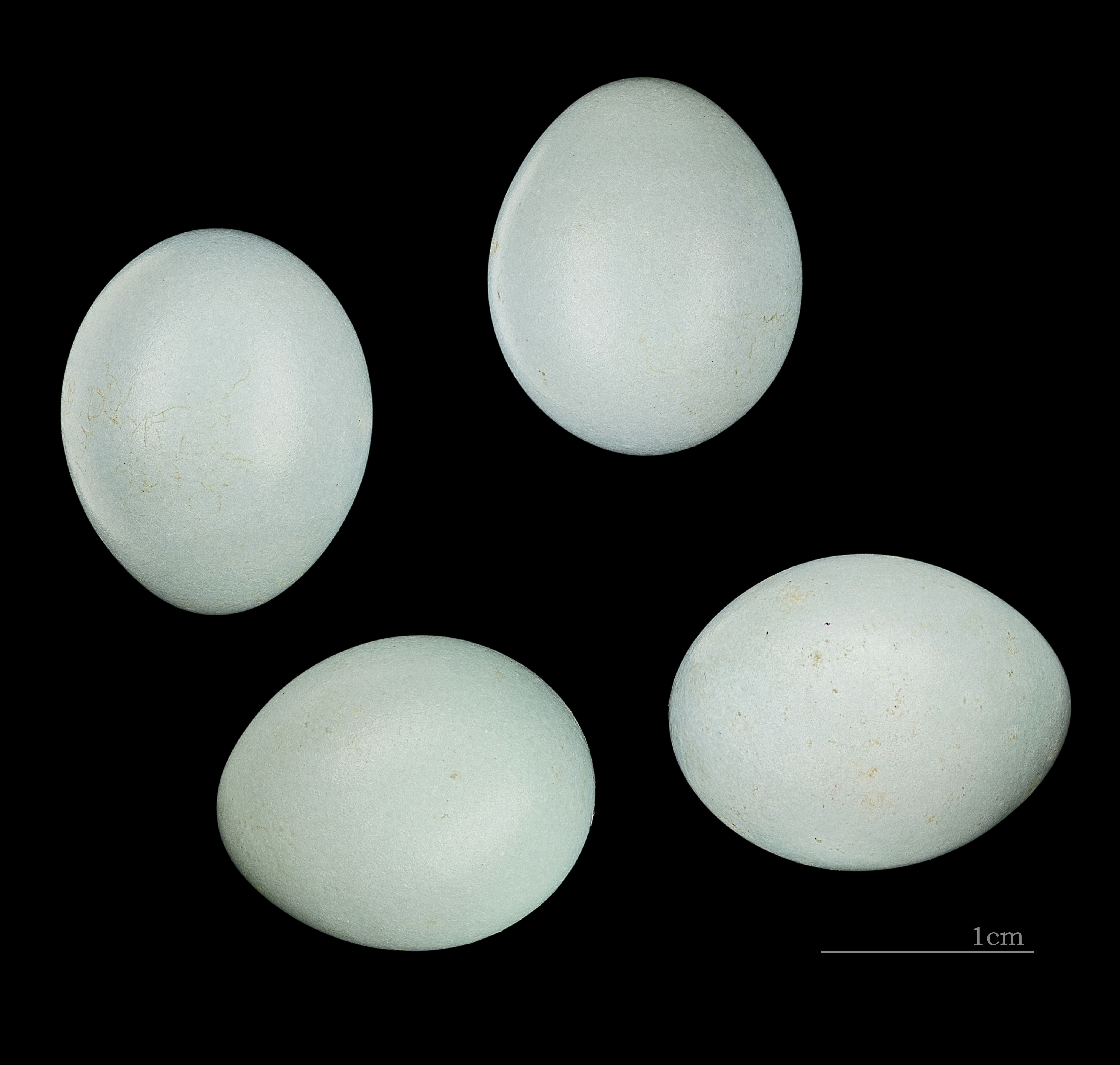
Huevos de Phoenicurus moussieri

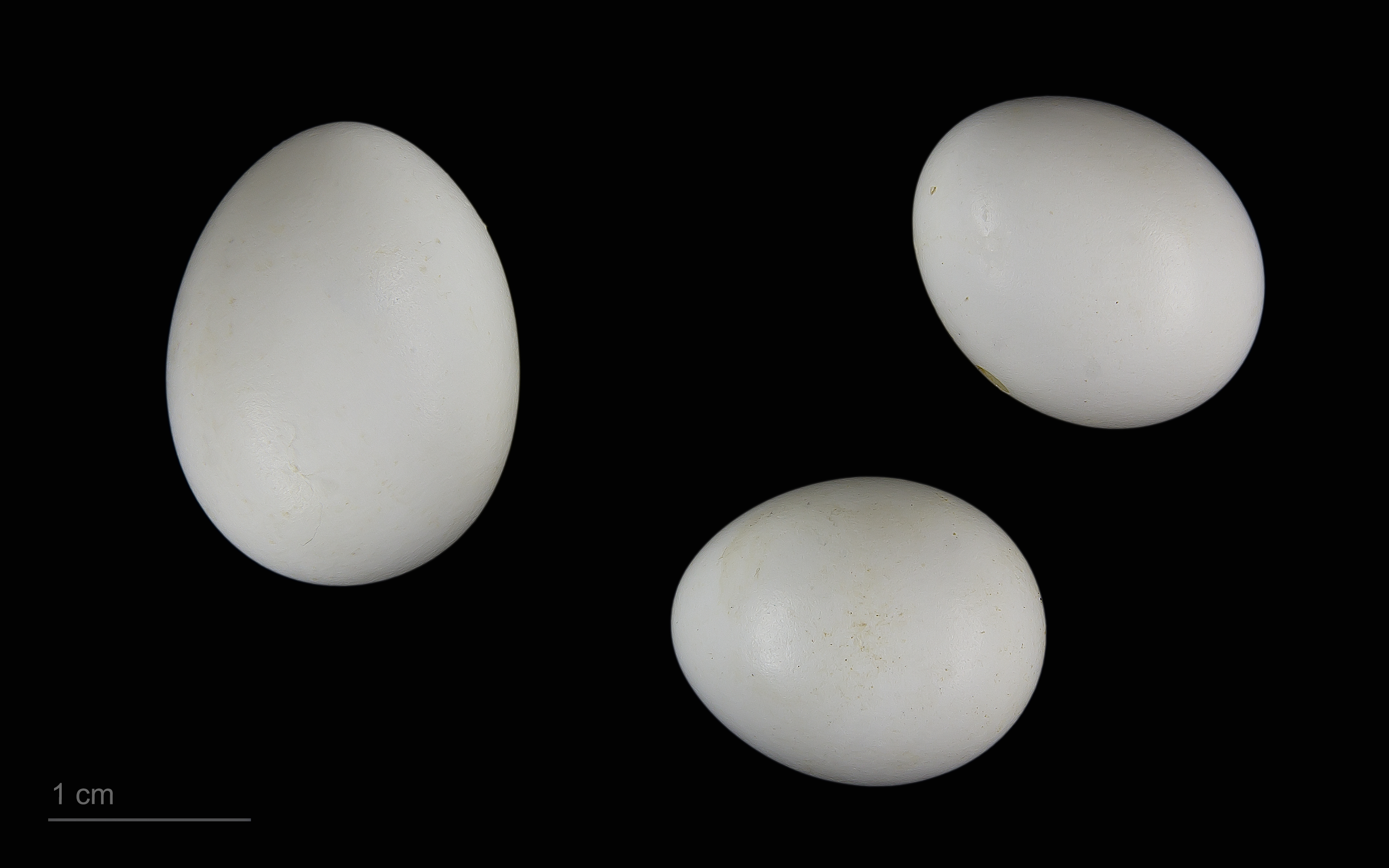
Cuculus canorus bangsi en un nido de Phoenicurus moussieri - MHNT

## Hábitat y distribución
Habita en zonas boscosas abiertas en áreas rocosas desde el nivel del mar (por ejemplo en el área de Massa) hasta los 3000 m de altitud en el Atlas.